# Aponia
Aponia és un gènere d'arnes de la família Crambidae.

## Taxonomia
- Aponia aponianalis (Druce, 1899)
- Aponia insularis Munroe, 1964
- Aponia itzalis Munroe, 1964
- Aponia major Munroe, 1964
- Aponia minnithalis (Druce, 1895)